# سیارک ۱۷۲۷
سیارک ۱۷۲۷ (به انگلیسی: 1727 Mette، نامگذاری:1965BA) هزار و هفتصد و بیست و هفتمین سیارک کشف شده‌است که در ۲۵ ژانویه ۱۹۶۵ کشف شد.
قدر مطلق سیارک برابر ۱۲٫۷۰ است.